# Николаос Гусиос
Николаос Гусиос (на гръцки: Νικόλαος Γούσιος̀) e македонски гъркоманин, гръцки учител и деец на гръцката въоръжена пропаганда.

## Биография
Николаос Гусиос е роден в град Валовища (Демир Хисар), тогава в Османската империя, днес Сидирокастро, Гърция. Оглавява гръцка чета, която действа до 1906 във Валовищко, Сярско и Петричко. От 1906 до 1907 година четата му действа заедно с четите на Дукас Дукас и Стерьос Влахвеис срещу българските чети на ВМОРО в района. След Младотурската революция става учител в гръцкото училище в гъркоманското село Старчево. Многократно арестуван от властите. При избухването на Балканската война в 1912 година е доброволец в гръцката армия.